# Calinaga bedoci
Calinaga bedoci är en fjärilsart som beskrevs av Le Cerf 1926. Calinaga bedoci ingår i släktet Calinaga och familjen praktfjärilar. Inga underarter finns listade i Catalogue of Life.